# Лука (филм из 2021)
Лука (енгл. Luca) амерички је рачунарски-анимирани фантастично-хумористички филм из 2021. године, продуцента Pixar Animation Studios-а и дистрибутера Walt Disney Studios Motion Pictures-а. Филм је режирао Енрико Казароза у свом дугометражном редитељском дебију. Написали су га Мајк Џоунс и Џес Ендруз и продуцирала га је Андреа Ворен. Гласове су позајмили Џејкоб Тремблеј, Џек Дилан Грејзер, Ема Берман, Марко Баричели, Саверио Рајмондо, Маја Рудолф и Џим Гафиган. Филм је посвећен италијанском музичару Енију Мориконеу, за кога је првобитно планирано да компонује саундтрек, али је умро пре него што је то од њега тражено.
Првобитно је требало да буде биоскопски издат 18. јуна 2021. године у Сједињеним Америчким Државама, филм Лука је издат на Disney+-у као одговор на текућу пандемију ковида 19. Филм је издат 17. јуна 2021. године у Србији, дистрибутера MegaCom Film-а. Српску синхронизацију радио је студио Ливада Београд.

## Радња
Два рибара, Ракомо и Томазо, су напољу ноћу покушавају да улове рибу када чудно створење одједном почне да маће ствари са свог брода.Када су га видели, препознали су га као морско чудовиште и покушали да га ухвате, али је побегао, у њиховој залости.
Лука Пагуро је морско чудовиште које фармира козама за своју породицу у скривеном делу океана. Лука, досадан својим једноставним животом, примећује сат и џокерску картицу коју је наљао на дну океана. Његова мајка, Данијела, га грди и упозорава  да ће га ухватити било ко са површине, док је његов отац, Лоренцо, мало непажљив и растројен. Са друге стране, његова бака отворено говори о њеним авантурама на површини у прошлости и изгледа да подржава Луку која жели да изађе.
Следећег дана, Лука прати траг више људских објеката док га не сатера у жољак нешто што личи на рониоца. Ронилац је још једно морско чудовиште по имену Алберто Скорфано, који је сакупљао предмете за поиетак и вражао их назад у своје скровиште на површини.Присиљава Луку да му покаће како је и открива да се претвара у човека када удари у суву земљу. Уплашен, али запањен, Лука се врача у океан. Суоиен је са Данијелом зато што је дуго одсутан, али бака штити Луку тврдежи да га је послала по морске краставце.
Лукa же ускоро привужи повратак на површину, а Алберто му јаја да се појави. Лука је залурен да има ноге на које моће да стоји, а Алберто му даје брзу лекцију о ходању.Затим, Алберто га води у скровиште, високи напуштени торањ, и показује му све ствари које је сакупио, укључујући и постер за Веспу, италијански скутер. Алберто објашњава да је то возило које вас може одвести било где; Лука постаје заинтерен идејом да поседује један и путује светом и предлаже да узму смеће које је сакупио да би га изградио. Провели су пар сати усавршавајући је пре него што Лука схвати да треба да се врати кући.
Следећег дана, Лука и Алберто испробају свој скутер за отпаке јашући низ брдо острва. Лука је присиљен да дрћи рампу док Алберто јаше. Нажалост, скутер се распада, али Алберто је решенији да изгради бољи, а он и Лука проведу наредних неколико дана сакупљајући и обновити Веспаса. У међувремену, Данијела и Лоренцо су саставили да је Лука пливао негде и постао забринут за њега. На крају, Алберто је убедио Луку да се вози низ брдо са њим, али је превише уплашен.
Алберто га онда обавештава да мора да прогласи "Силенцио Бруно!" да охрабри себе, и одјаљу низ брдо и сиру са рампи пре него што се сруше у воду. Међутим, искуство оживљава Луку, а касније ноћу, он први пут види звезде, мада га Алберто обавештава да оне сијају рибу која испуњава небо. Лука има диван сан да јаше своју Веспу са Албертом и да одлети у небо да види рибу, али се завршава кишом и Лука се претвара у морско иудовиште.
Лука се буди да би схватио да је презаузет добродошлом и ћури кужи. Његови родитељи су га ухватили и открили да су пронашли људске предмете које је нагомио. Да би га науиили памети, планирају да га пошаљу да живи са ујка Угоом, Лоренцовим братом, у најдубљим дубинама океана и дрће га подаље од површине. Уго, морско чудовиште налик Англеру, не прилази Луци, и он бећи из своје куће. Састаже се са Албертом и предложити им да узму праву "Веспу" како би могли да побегну заједно. Они примећују град Портороссо у близини обале, а Алберто се слаже да га одведе тамо да види сињор Вешпу и тражи један, упркос изобиљу људи тамо.
Лука и Алберто се ушуњају у град и заузимају своје ново окружење, мада је врло брзо оцито да не знају да се смуцају. Када дете дозива да им шутну лопту, Лука је случајно шутне у сјајну црвену "Црвену", у власнииком власништу Ерколе Висконтија, тинејдзера који има самопоуздање. Ерколе грубо врера два "ван града" и руга им се пре него што покуша да угура Луку у фонтану. Луку и Алберта је спасила достављавица рибе по имену Ђулија Марковалдо, која види Ерколе као њен архе-немесис.
Одјахала је са њима у град и узбурено им рекла да као "неудати", морају да се трће заједно. Она објашњава да жели да уђе у локални Триатлон Порторосо купа како би окончала Ерколину "владавину терора" (изгубила је претходне године због повраћања током такмичења). Иако Је Алберто незаинтерен у раду са њом, Лука је заинтригиран, посебно када спомене да могу да придобије новац да би потенцијално купили јефтину "Освету". Лука успева да принуди Алберта да се удружи са Ђулијом, и слаће се.
У међувремену, Данијела и Лоренцо су сазнали да је Лука побегао, и отишао на површину да га нару. Одмах су наишли на проблем када не могу да идентификују Луку и почну да се сва деца мокри у покушају да га открију. Сегменти триатлона пливају, једу и возе бицикле. Ђулија се слаже да ради сегмент пливања док Алберто једе и Лука вози бицикл. Ђулија помаже Луци да јаше једну када је очигледно да никада пре није јахао. После тога, Лука и Алберто тврде да су одбегли и једноставно желе да путују светом. Саосечајући са њима, Ђулија их води кући, где упознају њеног оца, Масимо , дћиновски, једноруки рибар. Лука и Алберто се плаше Масима због његове тврдње о лову на рибу, иако је његова изгубљена рука заправо дошла од рорења. Док Лука и Алберто крију своје рибље појављивање, маика Макијавели хвата њихов прави облик. Коначно, Ђулија је убедила Масима да јој да новац да се прикључи такмичењу и дозволи Луки и Алберту да остану у кућици на дрвету.
Ујутру, деца улазе на такмичење, где их поново прихвате Ерколе и његови пиони Чичио и Гвидо. Када Лука да Ђулији рећи да увреди Ерколеа, он се копиа и охрабрује их да уђу како би их победио. Ђулија тренира да плива док је Лука и Алберто иувају. Међутим, Ерколе долази да се каии са њима и скоро открива њихову тајну.  Срећом, Ђулиа им одвлачи пажњу довољно да се сакрију. Алберто је приморан да једе разне врсте тестенина да би се припремио. Масимо се заинтересовао за Алберта и води га на разне излете, формирајући везу налик оцу. Лука је научио да боље вози бицикл, али се плаши да га јаше по врху брда у граду. За то време, Данијела и Лоренцо су пронашли Луку, и постао је параноичан да се га ухватити и довести кући.
Ускоро, Лука почиње да ужива дружећи се са Ђулиом, много у Албертове конгстернације. Док Масимо узима Алберта на посао, Ђулија каже Луки да живи само са оцем током лета, али да до краја године иде да живи са мајком у Ренови и иде у школу. Након што је Лука веровао да су звезде рибе, она га води у телескоп, и он види звезде изблиза и Сатурна, који је Ђулиа-ин омиљени. Лука почиње да чита своје књиге и заинтересовао се за школу и учи нове ствари, а Ђулија омогућава Луки да задржи своју књигу о астрономији. Алберто се вратио и иуо шта је Лука научио, што га није потиснуло. Показује му Веспу коју су раније приметили да их подсети на њихов циљ и каже му да им је тешко да се уклопију као морска чудовишта. Ерколе и његови момци покушавају да их тероришу, али успевају да их заваде и врате се у Ђулијин дом.
Након што се попео на врх планине Портороссо, Алберто преузима контролу над Лукином бициклом, и њих двојица одјашу низ брдо и поново се сударе са океаном. Лука каћњава Алберта због ометања њихове шансе да победе и додаје да размишља да иде у школу са Ђулијом. Алберто је рекао Луки да их нико неће прихватити због њиховог порекла морског чудовишта.
Када их Ђулиа нађе, Алберто ће јој разљутити себе. Њени врисци узбунили су Ерколе и његове момке, који су покушали да га ухвате. Лука се такође претвара да је шокиран, тужни Алберто, који бежи назад у океан. Масимо, слушајући да је Алберто отишао, тражи га док Лука покушава да убеди Ђулију да настави са Триатлоном без њега. Ђулија је прелила воду у Луку и сазнала да је и он морско чудовиште. Уплашена шта би могло да му се деси, рекла му је да мора да оде, иако она то не жели.
Лука плива назад на острво да би открио да је Алберто уништио ово место. Када је видео шрапнеле у зиду, питао га је за шта су, а Алберто га је обавестио да га је отац давно напустио и да се никада није вратио. Од тада, убедио је себе да му нико не треба и каже му да га остави на миру. Лука је уместо тога рекао Алберту да га је инспирисао да прихвати живот и да ће сам ући у Триатлон и освојити им новац да купи Веспу.
На дан Триатлона, Лука се појављује одвојено, у ронилаиежем оделу, за први изазов, са Ђулијом која представља себе. Пливају у океан и успевају да се врате. Онда уру у део за јело, где Ђулиа брзо учи Луку да једе виљушком. Обојица успевају да заврше и оду на моторе док Ерколе жури ка свом. Лоренцо и Данијела покушавају да зауставе Луку, али их избегава да заврше трку. Коначно је дошао до врха брда, али почиње киша, а он се крије испод планине. У том тренутку, Алберто је изненада стигао са кишобраном да помогне Луци, али Ерколе га је заскочио, откривајући свој облик морског иудовишта. Док сви настављају да га хватају за мрежу, док је Ерколе зграбио харпун, Лука је унајмљивао храброст да јаше ка киши и спашава Алберта док јашу низ брдо.
Ерколе јури њих двојицу док их Ђулија сустиже. Док се приближавају крају циља, Ђулиа је ударила бициклом у Ерколе док су Лука и Алберто стали и појурили да јој помогну. Градови и Еркол окружују Луку и Алберта да их убију, али Масимо их зауставља. Пошто су покушавали да помогну Ђулији, свима је рекао да су "чудовиљта" Лука и Алберто и да их брани. Он додатно истиче да су они победили у трци (њихови бицикли су прешли циљну линију) и на крају победили Ерколеа. Сви одустају од лова на чудовишта и прихватају их, а Ћићо и Гвидо су окренули Ерколе и гурнули га у фонтану.
Данијела и Лоренцо су се показали и срећно се ујединили са Луком, док су две старије жене, са којима су Лука и Алберто имали кратку интеракцију, такође се откривају као морска чудовишта. На крају, Лука, Алберто и Ђулија освојили су куп и награду за куповину "Веске". Сви се окупљају у кући Марковалдо да прославе, где им се и бака Пагуро придружује (она признаје да долази на површину викендом). Док су Лука и Ђулија бежали заједно, Алберто је поиео да поново преиспитује свој сан о Веспи.
Ђулија се спрема да оде у Реноу сада када је лето готово и иде возом.Алберто се појавио и открио да је продао "Веспу" да би луки набавио и карту за пут. Он му је рекао да је одлучио да остане у Порторосу и живи са Масимом и да су Лоренцо и Данијела планирали да Лука похађа школу са Ђулијом. Док је тужан што то значи да же бити одвојен од свог пријатеља, он му захваљује и ушла у воз као што пада киша, још једном откривајући своје праве облике. Лука гледа у океан и види облаке како се прочисти изнад острва где је срео Алберта, знајући да ће увек памтити њихово време заједно без обзира где се он био.
Током кредита, Лука упознаје Ђулијину мајку, уметницу која препознаје његово рибље порекло. Он иде у школу са њом и хвали се пред разредом, на њихово велико изненађење. Алберто је прихватио Массима као оца и брзо се спријатељио са другом децом у граду, радећи бројне послове. Лорензо, Даниела и бака Пагуро прихватили су Массимо и Алберто у своју породицу, и обрнуто, и постали су комшије у Портороссу. Луца и Ђулиа користе телефон да остану у контакту са становницима Портороса.
У сцени после кредита, ујак Хуго дубоко испод разговара са козјом рибом о томе како ће му се свидети тамо доле, очигледно несвесни да не разговара са луком.

## Гласовне улоге
| Улога             | Оригинални глас   | Српски глас        |
| ----------------- | ----------------- | ------------------ |
| Лука Пагуро       | Џејкоб Тремблеј   | Стрибор Чолић      |
| Алберто Скорфано  | Џек Дилан Грејзер | Петар Аничић       |
| Ђулија Марковалдо | Ема Берман        | Дарија Врачевић    |
| Ерколе Висконти   | Саверио Рајмондо  | Урош Јовчић        |
| Данијела Пагуро   | Маја Рудолф       | Вања Милачић       |
| Масимо Марковалдо | Марко Баричели    | Слободан Нинковић  |
| Лоренцо Пагуро    | Џим Гафиган       | Михаило Лаптошевић |
| Ћићо              | Питер Сон         | Владимир Петровић  |
| Гвидо             | Лорензо Крисчи    | Стефан Николић     |
| Сињора Марсељезе  | Марина Масирони   | Ева Чолић          |
| Баба Пагуро       | Санди Мартин      | Добрила Стојнић    |
| Стриц Уго         | Саша Барон Коен   | Бранислав Раичевић |